# Rute Teixeira
Ruth Teixeira é uma actriz portuguesa nascida em Lisboa.
Para além de ser actriz tem formação em dança pela EDSAE (ESCOLA DE DANÇAS SOCIAIS E ARTES DE ESPECTÁCULO) tendo participado num espectáculo, de dança contemporânea e flamenco, com o nome de " Hijas del new flamenco".
Em Morangos com Açúcar VI Verão, compôs a música "Amor e paz", canção que surgiu no último episódio da série.

## Televisão
- Elenco principal, Mónica Machado em Espírito Indomável, TVI 2010
- Elenco principal, Amélia Rodrigues em Morangos com Açúcar Série VI Verão, TVI 2009
- Elenco principal, Amélia Rodrigues em Morangos com Açúcar Série VI, TVI 2008/2009